# 102e division d'infanterie motorisée Trento
Pour les articles homonymes, voir 102e division.
La 102e division motorisée Trento (en italien : 102ª Divisione Fanteria Trento) est une division d'infanterie motorisée de l'armée italienne pendant la Seconde Guerre mondiale. Elle fut formée en 1939 et gardé en réserve en Italie jusqu'à son transfert en Afrique du Nord en février 1941, prenant part aux attaques des forces de l'Axe à la suite de l'opération Compass, et subira de lourdes pertes à Tobrouk. La division fut ensuite réformée et participa à toutes les grandes batailles de la campagne du désert occidental jusqu'à sa destruction lors de la deuxième bataille d'El Alamein en novembre 1942.

## Ordre de bataille
- 61e régiment d'Infanterie « Sicilia »
- 62e régiment d'Infanterie « Sicilia »
- 7e régiment des Bersaglieri
- 46e régiment d'artillerie
- 51e bataillon du génie
- 161e compagnie minière
- 51e section médicale

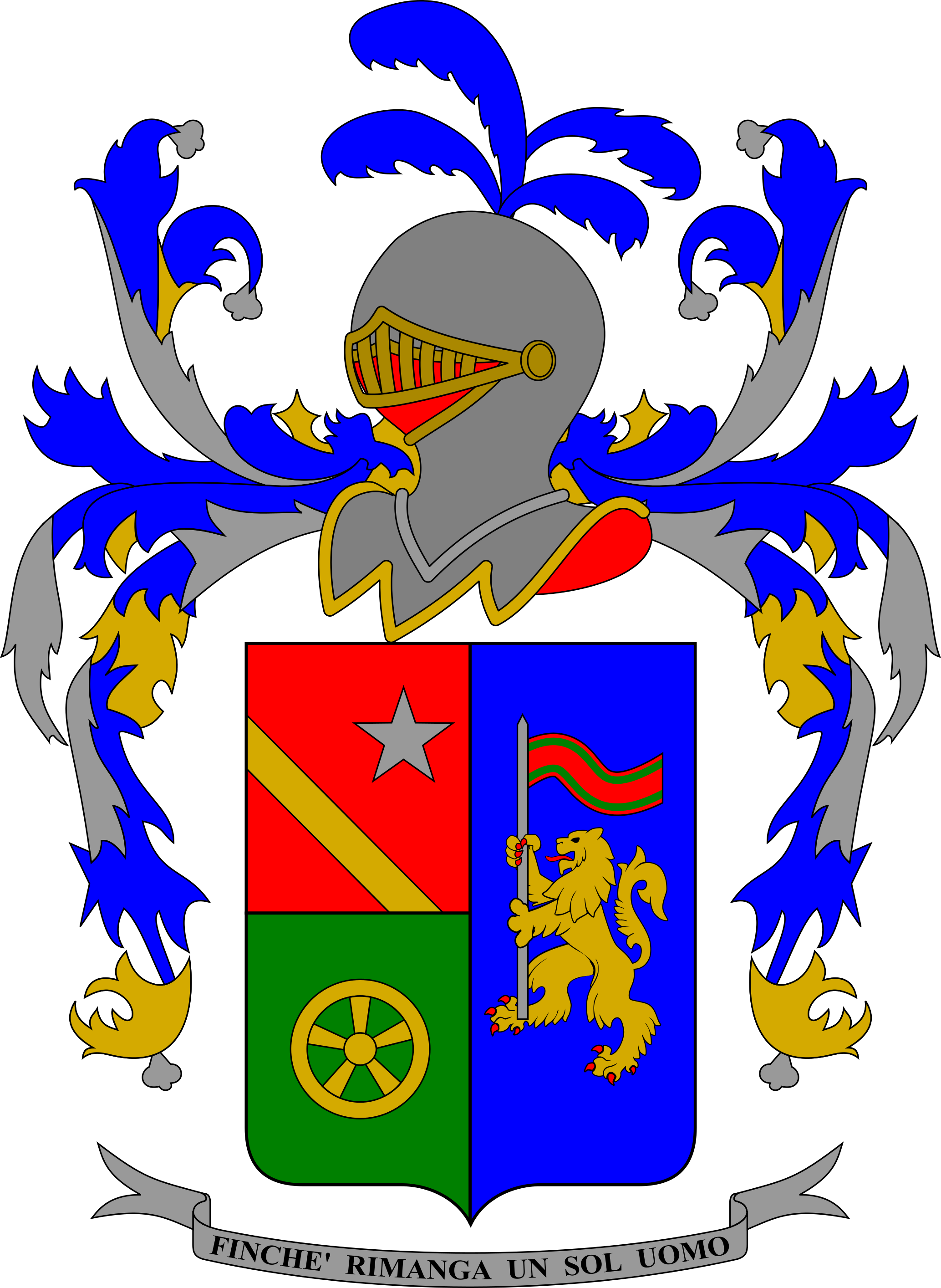
Armoiries du 61e régiment d'Infanterie Sicilia, 1939.

- 22e section des transports motorisés
- 297e section des transports motorisés
- 9e section mixte de transport motorisé
- 37e section de transport routier lourd
- 68e boulangerie de campagne
- 160e section des carabiniers
- 180e section des carabiniers
- 266e section des carabiniers
- 109e bureau de poste de campagne[1]